# Catedral de Tournai
La catedral de Nostra Senyora de Tournai (Nôtre Dame de Tournai) és un dels monuments arquitectònics més excel·lents de Bèlgica. Està inscrita en la llista del Patrimoni de la Humanitat de la UNESCO des del 2000.
L'edifici, situat al marge esquerre de l'Escalda, està feta de pedra calcària grisa blavosa, pròpia de la regió. La seva edificació va començar al segle xii sobre un fonament més antic. L'edifici combina tres corrents arquitectònics diferents que es van succeir al llarg de la història: la nau correspon al període romànic, de línies severes i pesades. El cor pertany a l'estil gòtic; el transsepte, al seu torn, és d'un estil transitori entre ambdós. Aquesta convergència de corrents i estils donen a l'edifici una aparença única i enlluernadora.